# Porte Saint-Laurent
Place Saint-Laurent
La Porte Saint-Laurent est une porte de ville située à l'entrée est de Grenoble. Elle a été érigée en 1615 dans le cadre de la fortification de la colline de la Bastille par le duc François de Bonne de Lesdiguières, alors gouverneur de la province royale du Dauphiné.
La place Saint-Laurent correspond à l'espace de circulation entourant cette porte et reliant celle-ci (des deux côtés) au quai Xavier-Jouvin.

## Situation et accès
La Porte Saint-Laurent et sa place sont situées dans le quartier Saint-Laurent à Grenoble, à l'extrémité de la rue du même nom, secteur urbain assez resserré entre l'Isère et les premières pentes du mont Rachais, marqué par le replat du mont Jalla, lequel constitue l'extrémité sud du massif de la Chartreuse. L'accès piétonnier à la place Saint-Laurent est libre mais il n'est pas possible de pénétrer dans la structure.
Le site est essentiellement desservi par la ligne B du réseau de tramway de l'agglomération grenobloise. La station la plus proche est située en centre ville, de l'autre côté de l'Isère et se dénomme Musée - Notre Dame.

## Histoire
Une première porte a été édifiée en 1395 sous le règne des Dauphins et fut de nombreuses fois reconstruite, notamment en 1406 et 1595. La porte actuelle a été édifiée en 1615 sur l'ordre du duc François de Bonne de Lesdiguières, gouverneur du Dauphiné de facto, afin d'agrandir la ville de Grenoble, au bas de l'enceinte qui descendait du fort de la Bastille jusqu'à l'Isère du côté Est. Cette porte monumentale sera rénovée et rhabillée vers l'intérieur au début du XVIIIe siècle.
Jusqu'en 1864, les portes de la ville de Grenoble étaient toutes fermées de 22h00 à 7h00 du matin, à l'exception de la porte Saint Laurent qui était ouverte dès 5h00 du matin.

## Protection
La Porte Saint-Laurent avec son corps de logis et son pont sont inscrits au titre des monuments historiques par arrêté du 16 avril 1931.

## Architecture
Cette porte de ville reste un des derniers exemples d’architecture défensive du XVIIe siècle. La façade extérieure présente le mâchicoulis protégeant le passage voûté et les deux bretèches destinées à défendre les portes piétonnières. Elle a également conservé ses lourds vantaux de bois datant du XIXe siècle.

Une inscription en latin était visible, jusqu'à la période révolutionnaire en haut de cette porte, côté extérieur,:
« Felicibus Auspiciis et Jussu Henrici IV Galliar et Nav Regis Invictissimi Decora Maenia Civitatis Gratianop. Incohota et ex Volvuntate Ludovici XIII Regis Christianissimi Propugnaculis et Pomoeriis Aucta Francicus Bonna Lesdiguerius Dux par et Mareschallus Franciae Delphinatus Prorex Fidelissimo Studio et Cura Solerti et Absoluit et Portam Divi Laurentii Exteris Incolis a Fundamentis Erexit Anno Salutis MDCXV »

## Environnement
Non loin du côte intérieur de la porte, la place Saint-Laurent accueille le site CCSTI de Grenoble installé dans d'anciennes casemates des fortifications. Le musée archéologique Grenoble Saint-Laurent est, quant à lui, situé dans la rue du même nom, à l'angle de cette même place.

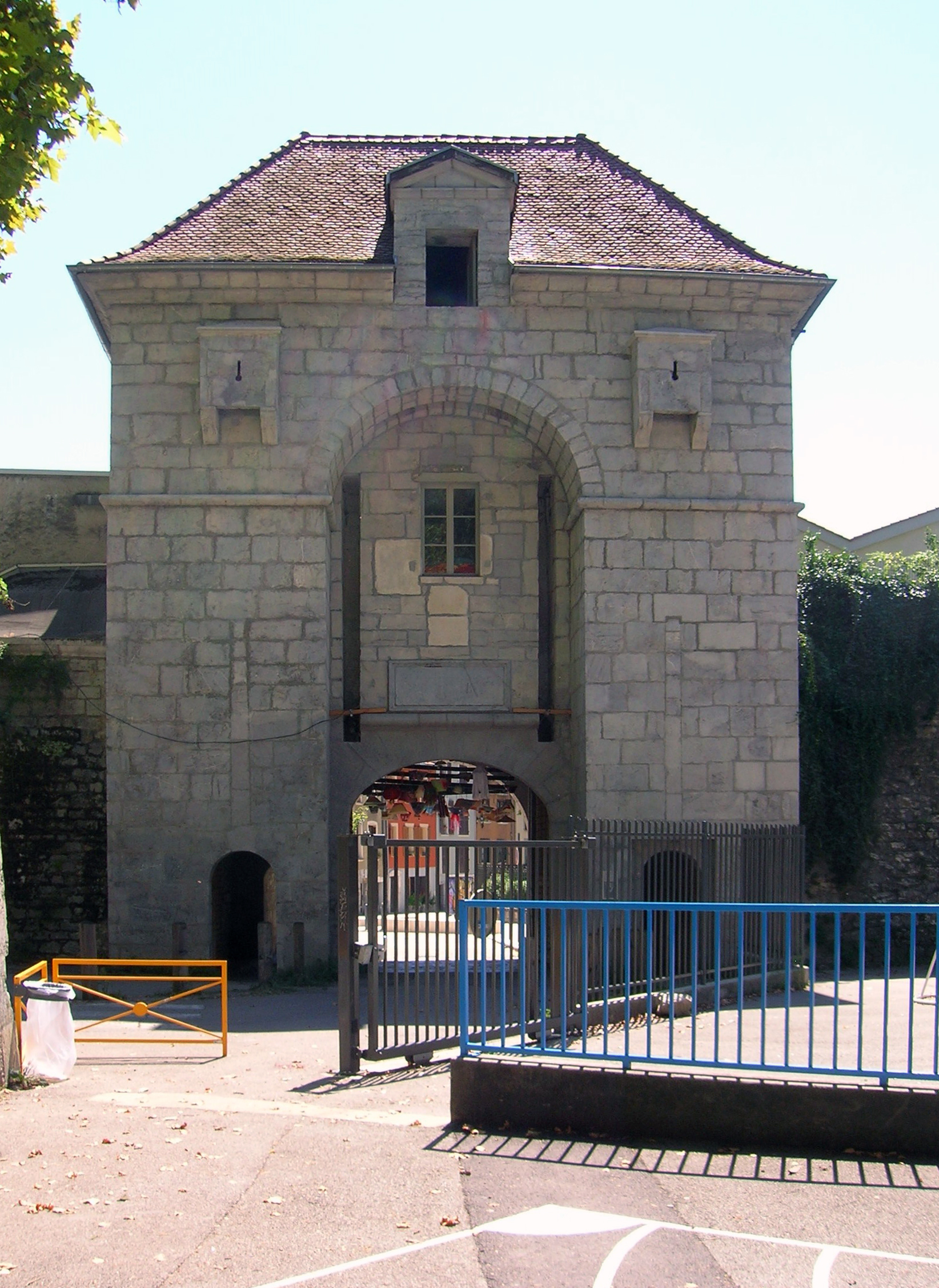
Vue intérieure (côté Grenoble)
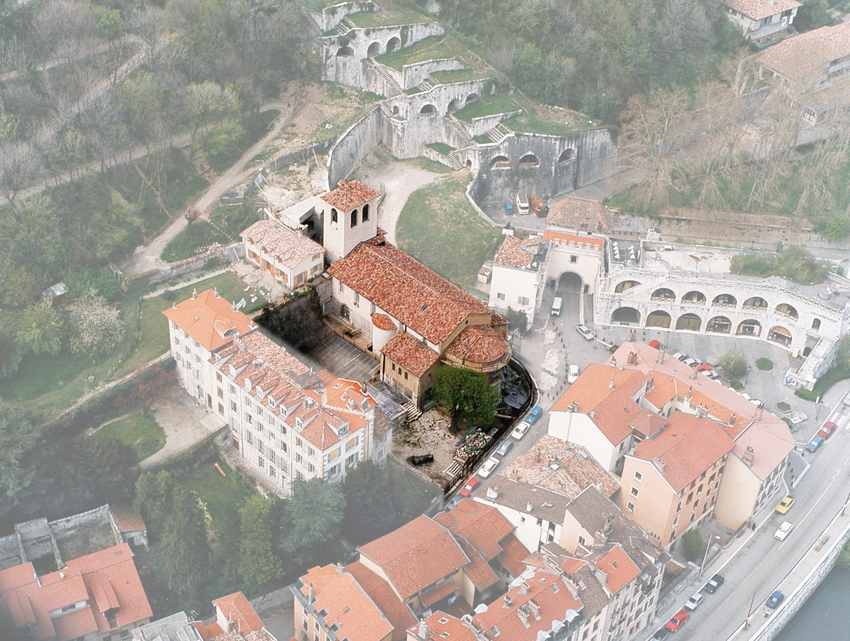
Vue aérienne de la porte et du musée archéologique
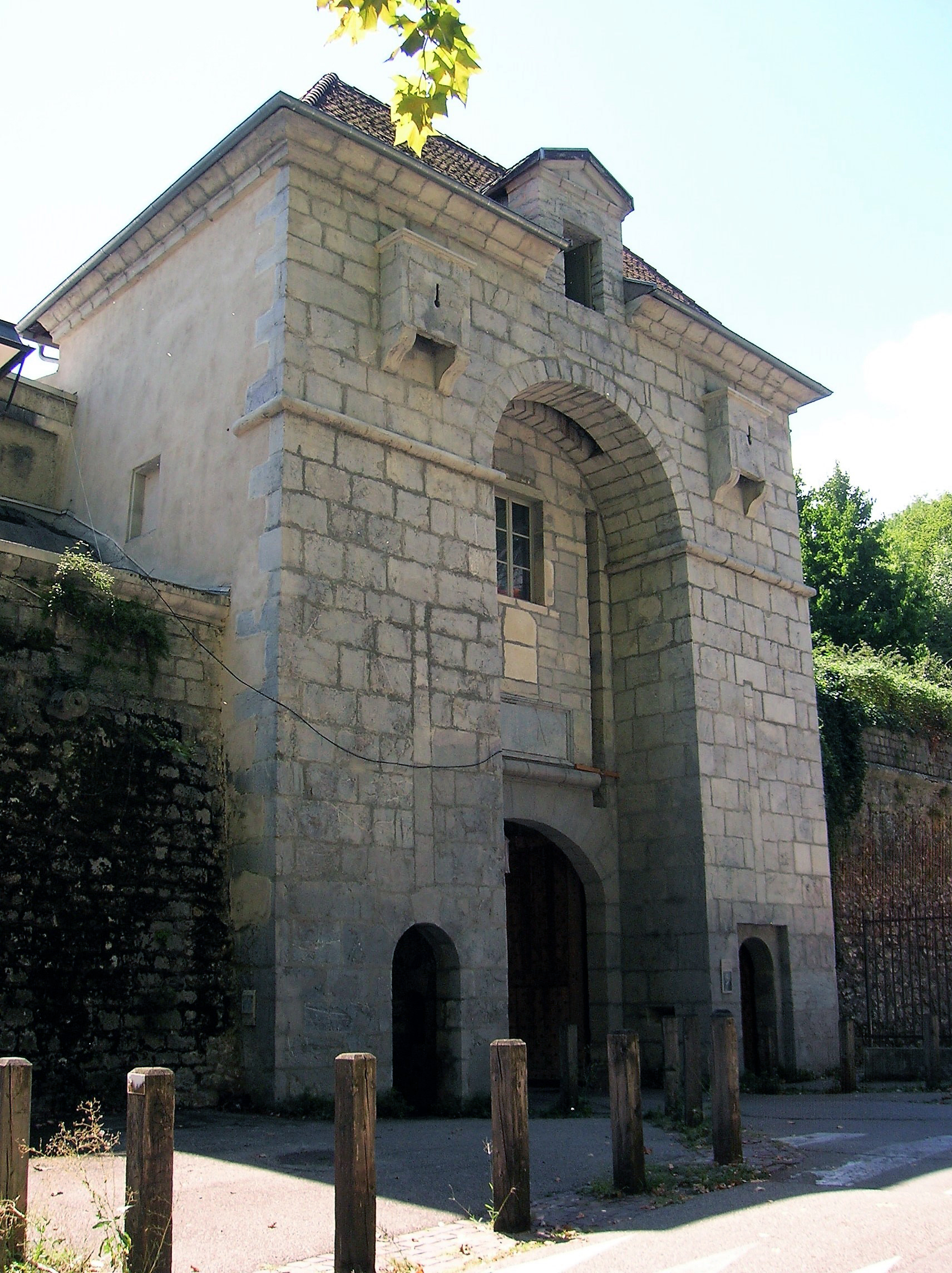
Vue de trois-quarts
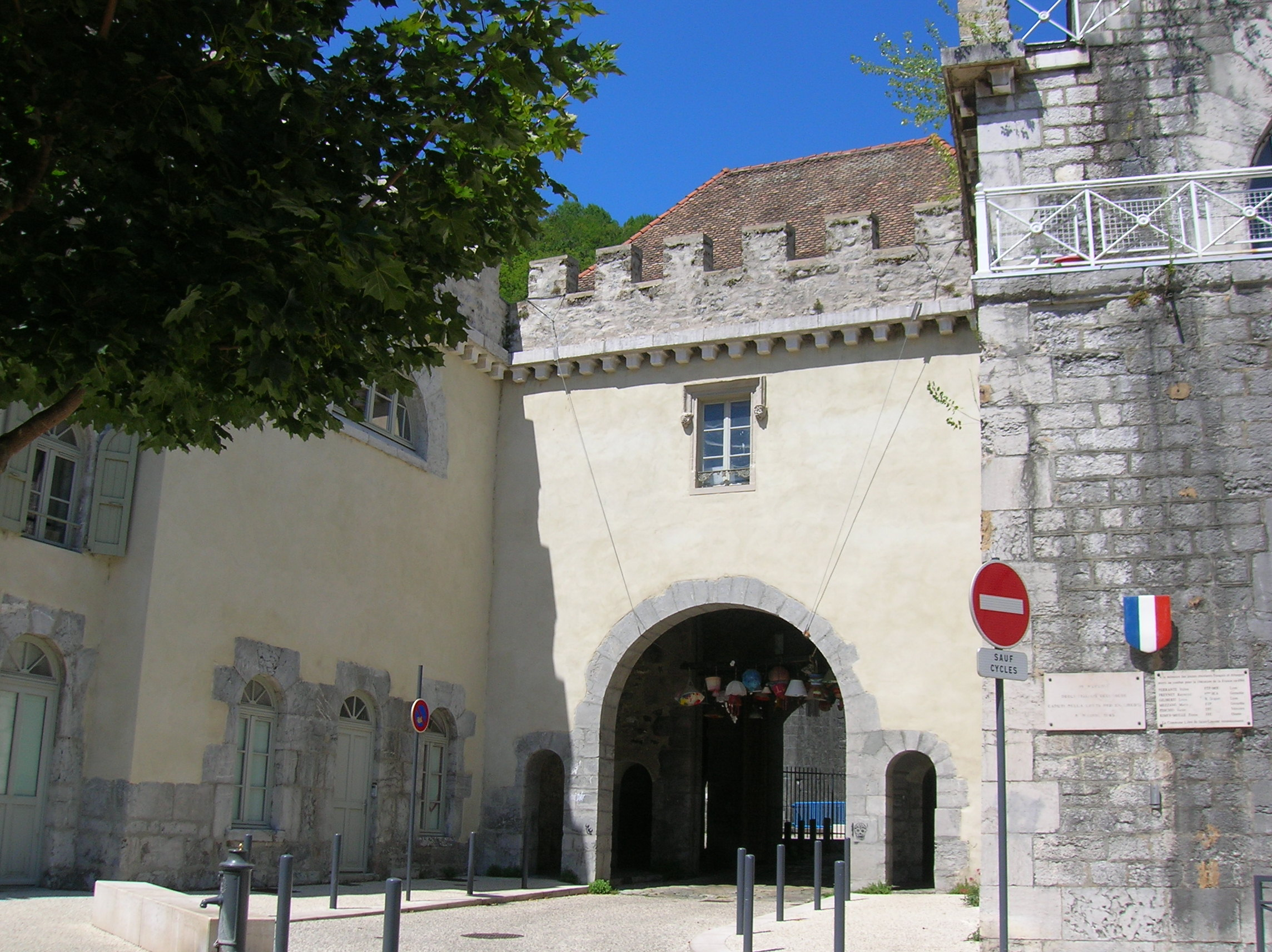
Vue extérieure (Côté La Tronche)